# Peralta (Nowy Meksyk)
Peralta – miasto w Stanach Zjednoczonych, w stanie Nowy Meksyk, w hrabstwie Valencia.